# Expr
expr é um programa Unix em linha de comando que recebe como entrada uma expressão e que retorna na saída seu valor correspondente. As expressões podem assumir duas formas: expressões matemáticas com números inteiros e expressões regulares com cadeias de caracteres.
Para números, são aceitas as operações de adição, subtração, multiplicação, divisão e módulo. Para cadeias de caracteres, além das expressões regulares de busca de padrões, são aceitas as operações de subcadeia e tamanho da cadeia. Para ambas, são disponibilizadas operações de comparação, além de expressões booleanas.